# Bunceton
Bunceton és una població dels Estats Units a l'estat de Missouri. Segons el cens del 2000 tenia 348 habitants.

## Demografia
Segons el cens del 2000, Bunceton tenia 348 habitants, 152 habitatges, i 93 famílies. La densitat de població era de 141,4 habitants per km².
Dels 152 habitatges en un 28,3% hi vivien nens de menys de 18 anys, en un 43,4% hi vivien parelles casades, en un 9,9% dones solteres, i en un 38,8% no eren unitats familiars. En el 32,2% dels habitatges hi vivien persones soles l'11,2% de les quals corresponia a persones de 65 anys o més que vivien soles. El nombre mitjà de persones vivint en cada habitatge era de 2,29 i el nombre mitjà de persones que vivien en cada família era de 2,89.
Per edats la població es repartia de la següent manera: un 24,1% tenia menys de 18 anys, un 7,2% entre 18 i 24, un 31,3% entre 25 i 44, un 22,7% de 45 a 60 i un 14,7% 65 anys o més.
L'edat mediana era de 38 anys. Per cada 100 dones de 18 o més anys hi havia 98,5 homes.
La renda mediana per habitatge era de 27.917 $ i la renda mediana per família de 33.750 $. Els homes tenien una renda mediana de 21.696 $ mentre que les dones 19.167 $. La renda per capita de la població era de 13.202 $. Entorn del 7,3% de les famílies i l'11,1% de la població estaven per davall del llindar de pobresa.

## Poblacions més properes
El següent diagrama mostra les poblacions més properes.